# Houbaření

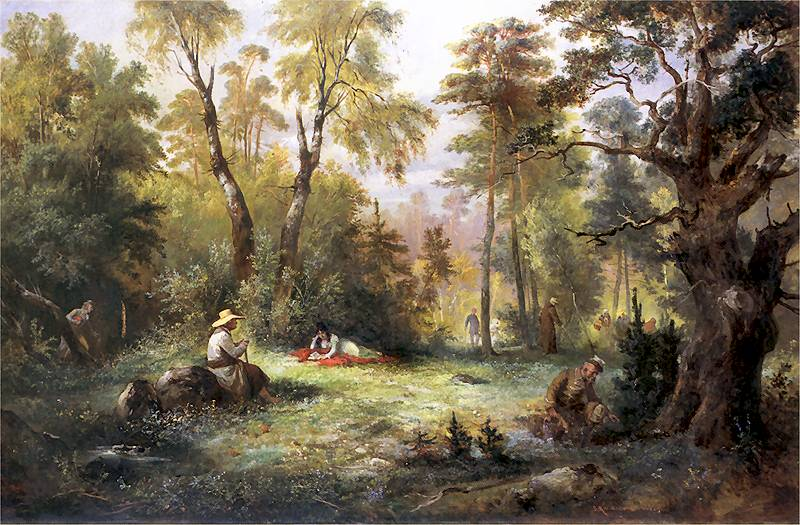
Sbírání hub, Franciszek Kostrzewski

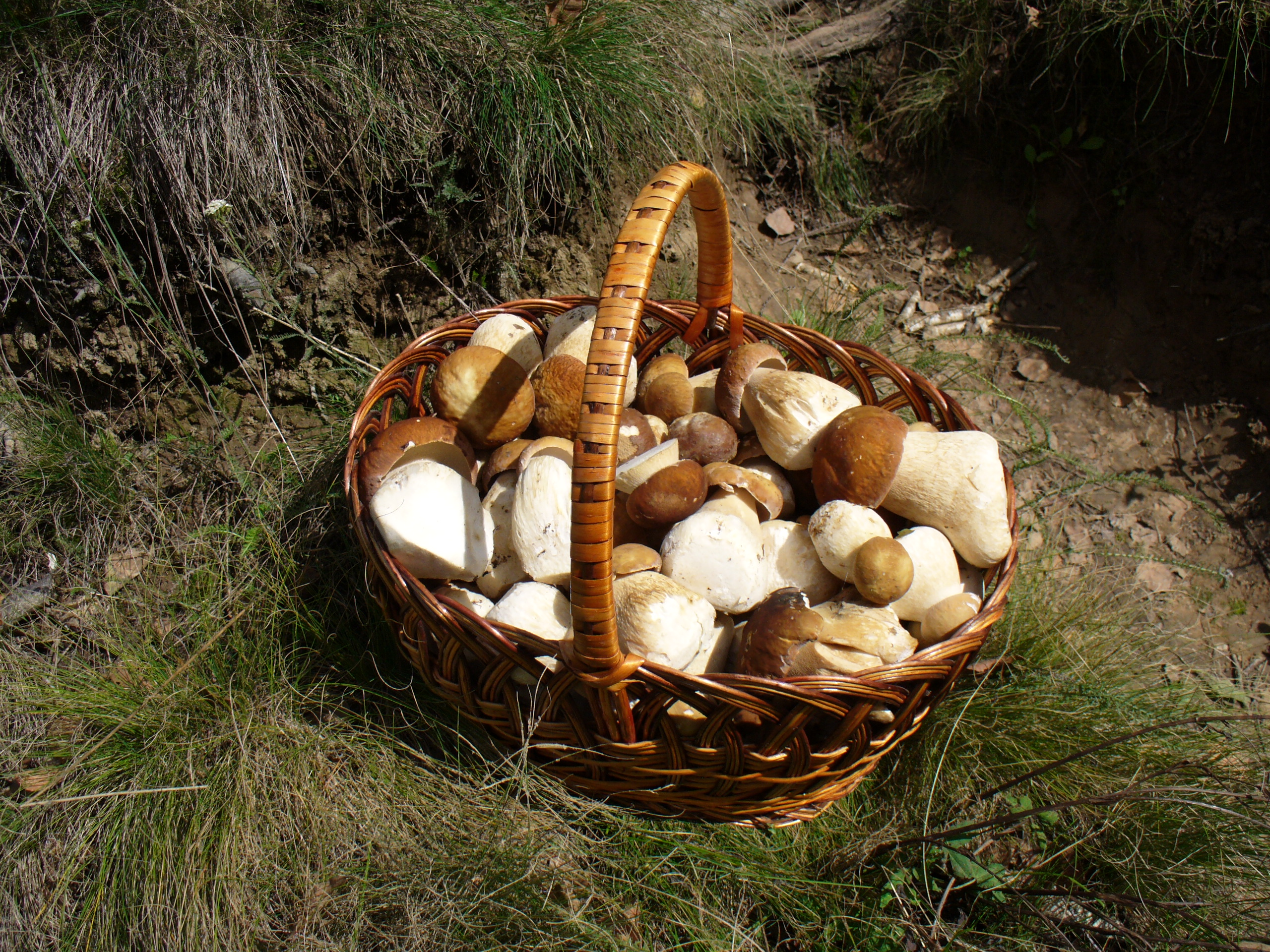
Košík hub

Houbaření je záliba, která spočívá v chození po lese a hledání a sbírání hub. Někteří houbaři pěstují houby i doma. Češi jsou považováni za nejvášnivější houbaře na světě, alespoň jednou ročně vyrazí na houby přes sedmdesát procent obyvatel České republiky, což nemá ve světě obdoby a což z Česka dělá tzv. houbařskou velmoc. Podle České zemědělské univerzity připadalo v roce 2006 na jednu českou domácnost 8,2 kg nasbíraných hub.
Kromě Čechů je houbaření široce rozšířeno v zemích Evropy ležící severovýchodně od České republiky (Rusko, Polsko, Slovensko, Finsko). V ostatních zemích Evropy není tato záliba příliš rozšířená a praktikují je pouze malé zájmové spolky a skupiny. V západní Evropě se spíše jedí jen pěstované žampióny. Houbaření je rozšířenější v některých oblastech Skandinávie. Mimo Evropu je sběr a pěstování hub rozšířeno zejména v jihovýchodní Asii.

## Vybrané houby na území Česka

### Jedlé houby

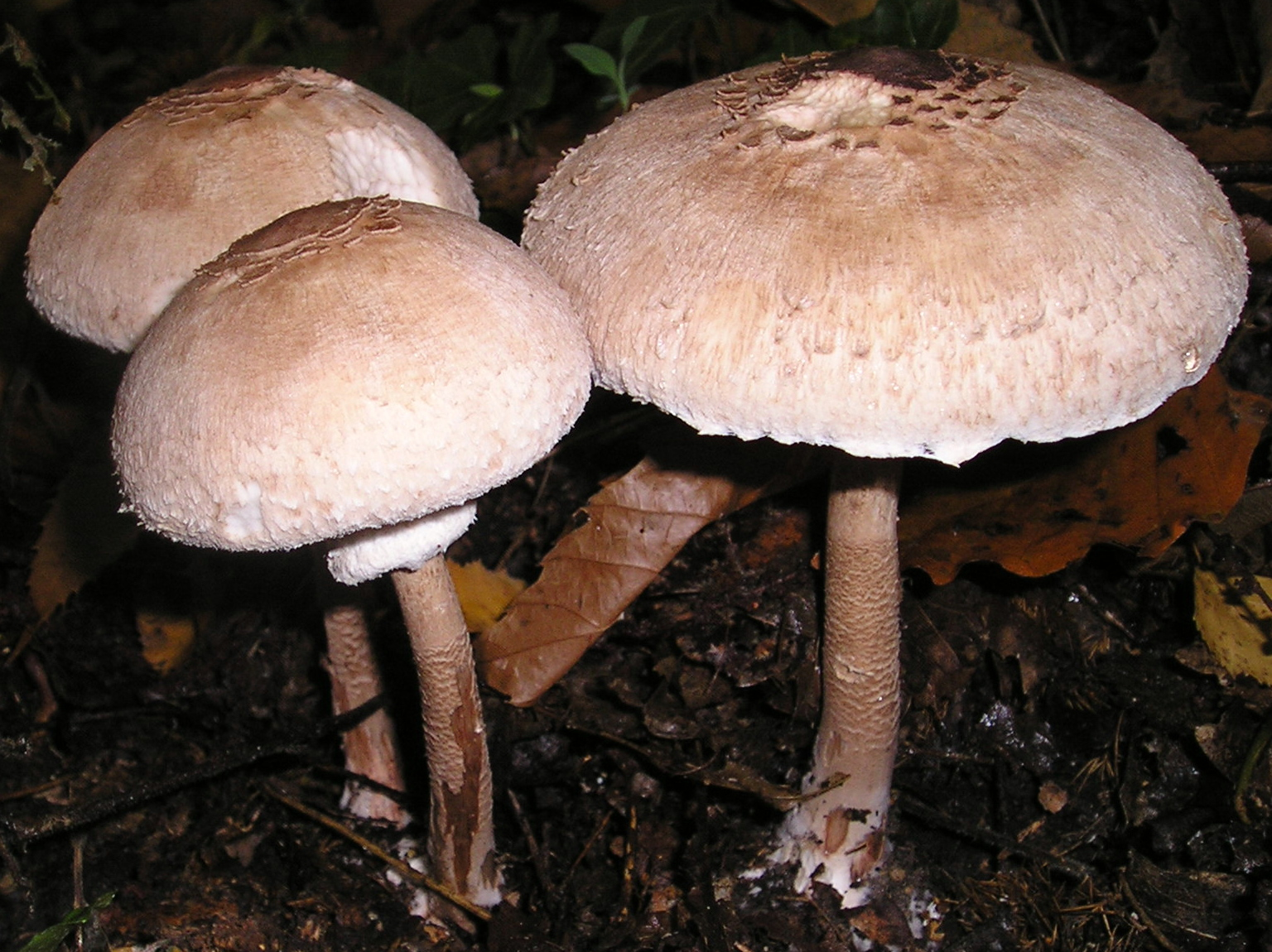
Bedla vysoká je oblíbenou kořistí houbařů

- bedla vysoká
- hlíva ústřičná
- holubinka mandlová
- hřib dubový
- hřib hnědý
- hřib koloděj
- hřib kovář
- hřib smrkový
- hřib uťatovýtrusý
- hřib žlutomasý
- klouzek sličný
- kozák březový
- kozák habrový
- křemenáč březový
- křemenáč dubový
- křemenáč osikový
- lakovka ametystová
- liška obecná (houba)
- muchomůrka růžovka
- pýchavka obecná
- ryzec pravý
- ryzec syrovinka
- suchohřib plstnatý
- václavka smrková

### Nejedlé houby
- holubinka brunátná
- hřib plavý
- podhřib žlučový

### Jedovaté houby
- holubinka jízlivá
- hřib satan
- třepenitka svazčitá

### Smrtelně jedovaté houby

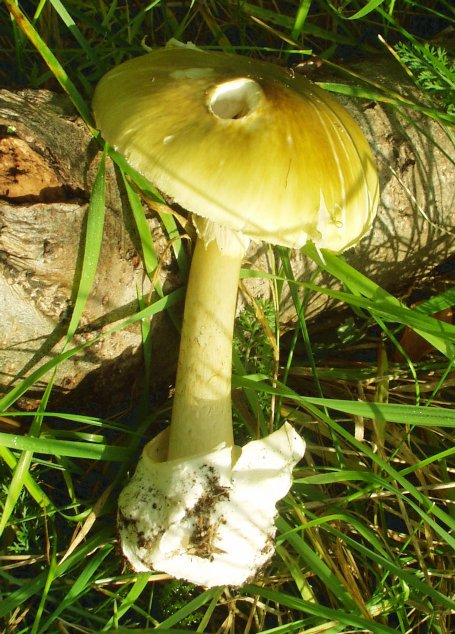
Muchomůrka zelená, jedna z nejnebezpečnějších hub světa

- muchomůrka bílá
- muchomůrka jarní
- muchomůrka jízlivá
- muchomůrka zelená
- čepičatka jehličnanová
- pavučinec plyšový
- vláknice začervenalá
- závojenka olovová

### Psychotropní houby
- lysohlávka česká
- muchomůrka červená

## Kvalita hub

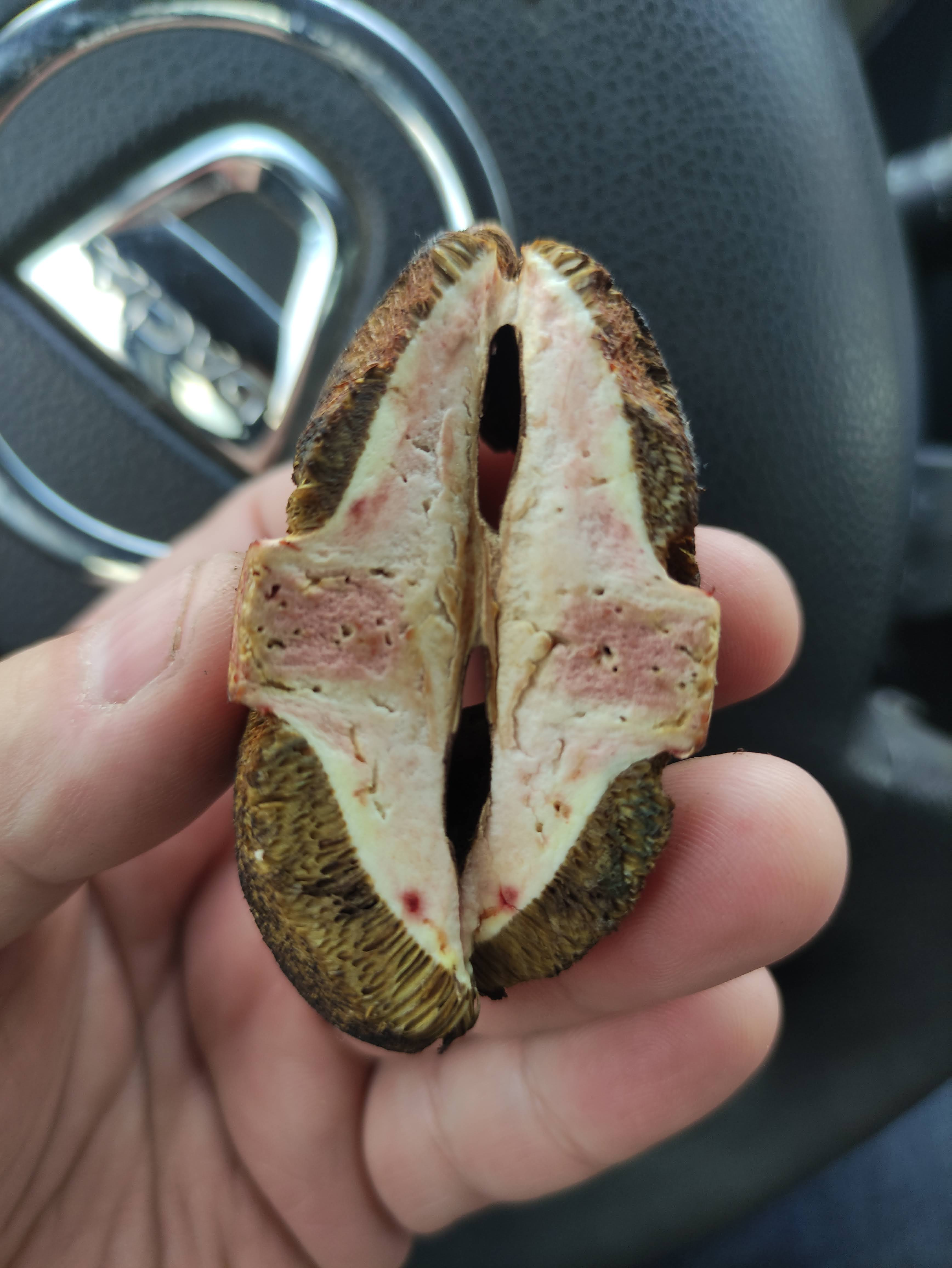
Červivá babka

V houbách se hromadí těžké kovy a jiné látky. Olovem je nejvíce zamořeno okolí Příbrami (Brdy). V houbách se také hromadí radioaktivní izotop cesia 137, ten ale v Česku na rozdíl od těžkých kovů žádné riziko nepředstavuje.
Při houbaření se nesbírají viditelně plesnivé nebo červivé houby.

### Dostupné online
- BEZDĚK, Jan, 1858-1915: Houby jedlé a jim podobné jedovaté sv. 1. Hranice: Jan Bezděk, 1901. 225 s. Zdigitalizováno v rámci služby Elektronické knihy na objednávku (EOD) Moravskou zemskou knihovnou. Dostupné online